# MOS 6507
El 6507 es un microprocesador de 8 bits de MOS Technology, Inc. Es una versión de su 6502 empaquetada en un DIP de 28 pines, lo que hace que sea más económico empaquetar e integrar en los sistemas. La reducción en el recuento de pines se logra reduciendo el bus de direcciones de 16 bits a 13 (limitando la memoria de 64 kB a solo 8 kB), y eliminando una cantidad de otros pines que solo son necesarios en ciertas aplicaciones.
Para hacer esto, A15 a A13 y algunas otras señales como las líneas de interrupción no son accesibles. Como resultado, solo puede direccionar 8 KB de memoria, que para algunas aplicaciones en ese momento (1975) era aceptable y no demasiado restrictivo. La familia completa de CPU 65xx fue concebida originalmente como una línea de microprocesadores de muy bajo costo para sistemas embebidos a pequeña escala, no computadoras de uso general y ciertamente no computadoras personales interactivas (que generalmente no existían todavía).
Los chips 6507 y 6502 usan las mismas capas de silicio subyacentes, y solo difieren en la capa final de metalización. Esto vincula las líneas de interrupción a su nivel inactivo para que no sean vulnerables a generar interrupciones espurias por ruido. Los primeros tres dígitos del identificador de chip son parte de las capas de silicio, y el último dígito está en la capa de metalización. La microfotografía de 6502 y 6507 muestra esta diferencia.

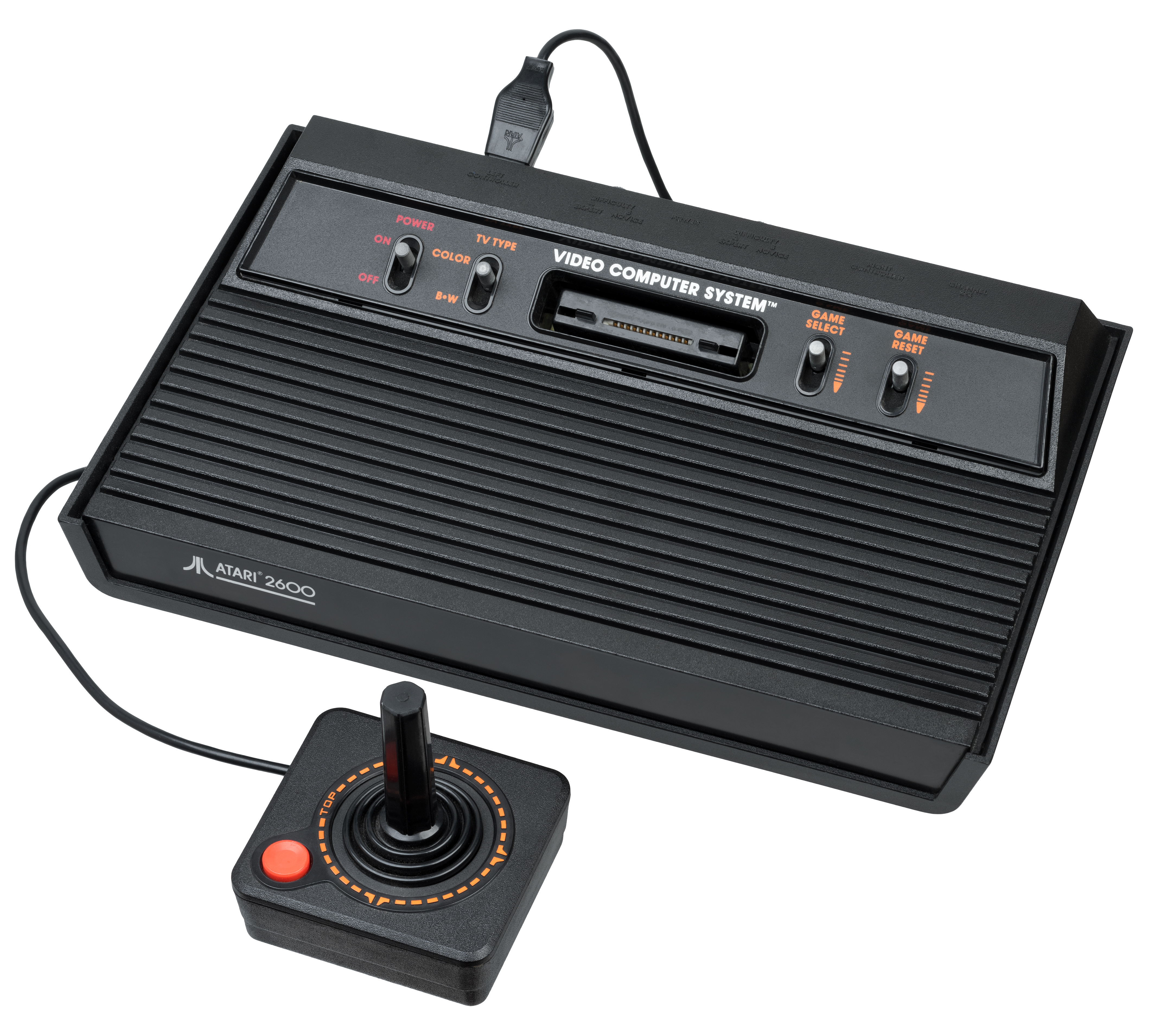
El Atari 2600 contiene un 6507 como uno de sus tres chips principales.

El 6507 solo se usó ampliamente en dos aplicaciones: la consola de videojuegos Atari 2600 más vendida y los periféricos de la familia Atari de 8 bits, incluida la interfaz serial y paralela 850, y los controladores de disquete para las unidades de disco 810 y 1050. En el 2600, el sistema estaba más limitado por el diseño de la ranura del cartucho ROM, que permitía solo 4 KB de memoria externa a tratar (los otros 4 KB se reservó para la RAM interna y los chips de E/S, utilizando una técnica de decodificación parcial de costo mínimo que hace que la RAM y los registros de dispositivos periféricos se reflejen en los 4 KB).
La mayoría de las otras máquinas, especialmente las computadoras domésticas basadas en la arquitectura 650x, utilizaron la versión estándar 6502 o extendida, en lugar de reducirla, para permitir más memoria.
Para cuando la línea 6502 se estaba utilizando ampliamente alrededor de 1980, los precios de la memoria de semiconductores ROM y RAM habían caído hasta el punto en que el 6507 ya no era una simplificación que valiera la pena. Su uso en nuevos diseños cesó en ese punto, aunque el Atari 2600 que lo contenía continuó vendiéndose a principios de la década de 1990, ya que no se suspendió hasta el 1 de enero de 1992. Sin embargo, las consolas Atari 2600 de último modelo fueron unidades rediseñadas y altamente integradas "2600 jr" que no contenían necesariamente un chip 6507 separado, ya que podrían haber integrado la CPU en un ASIC personalizado.

## Configuración de pin
| /RES | 1  | 28 | Ph2 our |
| Vss  | 2  | 27 | Ph0 en  |
| RDY  | 3  | 26 | R / W   |
| Vcc  | 4  | 25 | D0      |
| A0   | 5  | 24 | D1      |
| A1   | 6  | 23 | D2      |
| A2   | 7  | 22 | D3      |
| A3   | 8  | 21 | D4      |
| A4   | 9  | 20 | D5      |
| A5   | 10 | 19 | D6      |
| A6   | 11 | 18 | D7      |
| A7   | 12 | 17 | A12     |
| A8   | 13 | 16 | A11     |
| A9   | 14 | 15 | A10     |

El 6507 utiliza una configuración de 28 pines, con 13 pines de dirección y 8 pines de datos. Los siete pines restantes se utilizan para la alimentación, el reloj de temporización de la CPU, para restablecer la CPU, para solicitar estados de espera del bus (el pin RDY) y para los comandos de lectura / escritura en la memoria (o dispositivos MMIO ) desde la CPU. No hay pin IRQ o NMI en el procesador.
El pin RDY no está incluido en todas las demás versiones reducidas de 28 pines del 6502. Dentro del Atari 2600, RDY se utiliza para sincronizar la CPU con el cuadro de video de televisión. Esta función es esencial para el método 'racing the beam' utilizado por el 6502 y el chip Adaptador de interfaz de televisión Atari para generar la señal de video de televisión. En respuesta a un acceso de registro específico, el TIA hará valer RDY para extender ese ciclo de bus hasta el final de la línea de escaneo de video actual.